# حسن العيدروس
حسن العيدروس (مواليد 28 يونيو 1987) صحفي ومعلق رياضي يمني من مواليد مدينة تريم حضرموت، يعمل حاليًا معلقًا رياضيًا في قنوات بي إن سبورتس العربية.

## بداياته
بدأ حياته المهنية معلقا عبر إذاعة الجمهورية اليمنية عام 2005 حتى عام 2010. شارك في برنامج معلقي الخليج عبر التصفيات في صنعاء عام 2009 وتأهل إلى النهائيات في البحرين عام 2011 واستطاع أن يحقق المركز الثاني على مستوى دول مجلس التعاون الخليجي واليمن ونال شهادة معلق رياضي معتمد والتي تمنح من جهاز إذاعة وتلفزيون دول الخليج في نفس العام. في عام 2012 انتقل إلى قنوات الجزيرة الرياضية (بي إن سبورتس حاليا) وما زال يعمل فيها حتى الآن.

## أعماله
علّق على كأس العالم البرازيل 2014 وكوبا أمريكا تشيلي 2015 وبطولة الأمم الأوروبية 2016 في فرنسا وكأس العالم روسيا 2018 كأس الأمم الأوروبية 2020 بالإضافة إلى دوري أبطال أوروبا والدوري الأوروبي والدوري الإسباني والإنجليزي والإيطالي والألماني والفرنسي والهولندي والبرتغالي والكؤوس الأوروبية كما علّق على بطولات الفيفا المختلفة في قناة beIN sports والبطولات الآسيوية كأس أمم آسيا ودوري أبطال آسيا وكأس الاتحاد الآسيوي والدوري القطري والمغربي والتصفيات العالمية المختلفة وبطولات كرة القدم داخل الصالات وكرة القدم الشاطئية.
علّق على العديد من النهائيات في مختلف المسابقات العالمية حيث علّق على نهائي الدوري الأوروبي 2019 وعلّق على نهائي كوبا ليبرتادورس 2020 وفي عام 2020 علّق على نهائي دوري أبطال آسيا وغيرها من النهائيات كما علّق على نهائي الدوري الأوروبي عام 2021.
في ديسبمر 2021 علق نهائي كأس العرب فيفا قطر 2021 والذي جمع الجزائر وتونس، والذي حظي بأكبر مشاهدة متزامنة في اليوتيوب في منطقة الشرق الأوسط وشمال افريقيا وأوروبا في البطولة التي شهدت مشاهدات تجاوزت 450 مليون في الشرق الأوسط وشمال أفريقيا

## اهتماماته
فوق التعليق الرياضي فهو يهتم بالشعر الفصيح والمسرح فقد مثّل اليمن في المسرح المدرسي عام 2005م في منطقة عسير في المملكة العربية السعودية حيث نال المنتخب اليمني للمسرح وقتها المركز الأول على مستوى دول مجلس التعاون الخليجي.

## الجوائز التي حصل عليها
- جائزة المركز الثاني في مسابقة اكتشاف المعلقين والتي نظمه جهاز إذاعة وتلفزيون الخليج في البحرين.[9]
- جائزة المركز الأول للمنتخب اليمني في المسرح المدرسي عسير 2005.[10]
- جائزة التميز من وزارة الشباب والرياضة اليمنية 2012 للإعلاميين اليمنيين البارزين.[11]
- جوائز عديدة محلية في مجال التعليق الرياضي والشعر والمسرح والتراث.
- تم تكريمه من قبل وزير الشباب والرياضة اليمني في عام 2021 كواحد من أبرز الإعلاميين اليمنيين في الخارج[12]